# بلبل الكستناء
بلبل الكستناء أو البلبل ذو الظهر الكستنائي  هو طائر مغرد من فصيلة البلبل،تم وصف هذا النوع لأول مرة بواسطة روبرت سوينهو في عام 1870. يوجد في جنوب الصين وشمال فيتنام. موطنه الطبيعي هو الغابات المنخفضة الرطبة شبه الاستوائية أو الاستوائية؛ ويقيم بشكل أساسي في مظلة الأشجار. 

## النظام الغذائي
إنه حيوان آكل اللحوم والنباتات.

## التصنيف
في السابق، صنفت بعض السلطات بلبل الكستناء ضمن جنس هيبسبيتس وأيضًا كنوع فرعي من بلبل الرماد.
النوع الفرعي
هناك نوعان فرعيان معترف بهما حاليًا: 
- كانيبينيس: يوجد في جنوب الصين وشمال شرق فيتنام.
- كاستانونوتس: يوجد في شمال فيتنام وفي هاينان.

### الأنواع الفرعية
تُعرف حالياً نوعان فرعيان:
- H. c. canipennis - هنري سيبوم, 1890: يوجد في جنوب الصين وشمال شرق فيتنام
- H. c. castanonotus - روبرت سوينهوي, 1870: يوجد في شمال فيتنام وعلى هاينان

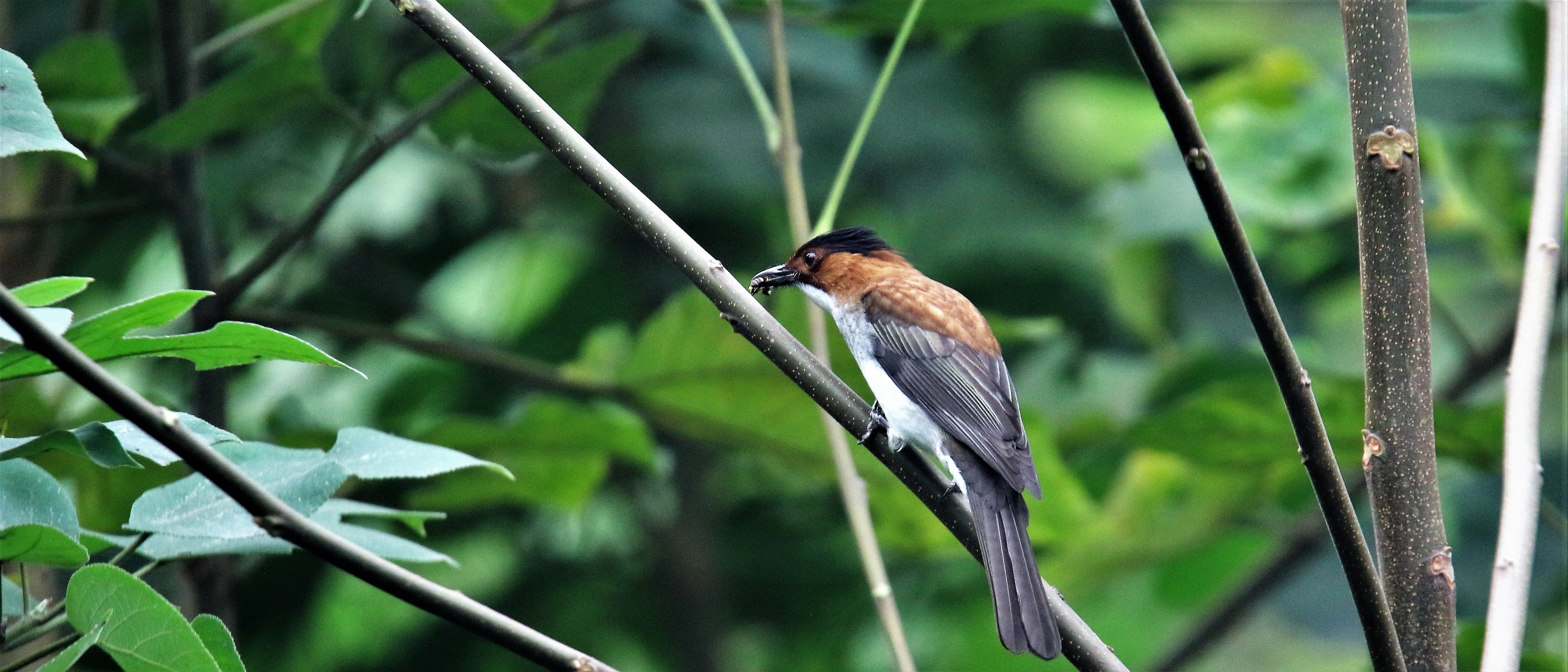